# Prosopocoilus laterotarsus
Prosopocoilus laterotarsus là một loài bọ cánh cứng trong họ Lucanidae. Loài này được Houlbert mô tả khoa học năm 1915.